# Elmers Nunatak
L'Elmers Nunatak è un prominente nunatak (picco roccioso isolato) antartico, situato 9 km a sudest del Monte Hawkes nel Neptune Range, che fa parte dei Monti Pensacola in Antartide.
Il picco roccioso è stato mappato dall'United States Geological Survey (USGS) sulla base di rilevazioni e foto aeree scattate dalla U.S. Navy nel periodo 1956-66.
La denominazione è stata assegnata dall'Advisory Committee on Antarctic Names (US-ACAN) in onore di Elmer H. Smith, studioso di Scienze dell'atmosfera presso la Ellsworth Station durante l'inverno 1958 e presso la Base McMurdo nell'inverno 1961.